# Никола Янишлиев
Никола Дионисиев Янишлиев е български просветен деец от Македония.

## Биография
Никола Янишлиев е роден в град Дойран в 1873 или 1878 година. Баща му Дионис Н. Янишлиев (1841 – 1916) е виден български деец в града, ученик на Андроник Йосифчев и Димитър Миладинов, а след това на първото българско училище в Цариград. Брат му Борис Янишлиев е също учител.
В 1896 година завършва с единадесетия випуск Солунската българска мъжка гимназия. След това учи в Загребския университет, Австро-Унгария, но не го завършва. Връща се в родния край и учителства в Битоля, Скопие, Дедеагач и Цариград. През учебната 1900/1901 година е учител във Валовища. В 1901/1902 и 1902/1903 година преподава в Скопското българско мъжко педагогическо училище, както и в Българското класно девическо училище в града (пеене, химия, минералогия, антропология). По-късно е временен управител на Българското девическо училище в Битоля.
Избухването на Междусъюзническата война го заварва като класен учител в Битоля. На 17 юни 1913 година е арестуван от сръбските власти и след като отказва да подпише декларация, че е сърбин, е екстерниран в България на 13 юли.
Успоредно с учителската професия се интересува от хорово и църковно пеене и е един от първите организатори на училищни хорове в българските земи.
Дълги години администрира вестник „Свободна реч“. Никола Янишлиев умира на 14 ноември 1924 година.